# Жіноча юніорська збірна Латвії з хокею із шайбою
Жіноча юніорська збірна Латвії з хокею із шайбою — національна жіноча юніорська команда Латвії, що представляє країну на міжнародних змаганнях з хокею із шайбою. Функціонування команди забезпечується Латвійської хокейної федерації.

## Історія
Спочатку команда мала дебютувати на чемпіонаті світу 2021 року, однак через скасування турніру вона дебютувала у 2022 році, де посіла п'яте місце у Другому дивізіоні.
Найкращий результат латвійки показали на чемпіонаті 2023 року, де вони посіли друге місце поступившись збірній Австралії двома очками. 

## Виступи на чемпіонатах світу
- 2022 — 5 місце (Дивізіон ІІ)
- 2023 — 2 місце (Дивізіон ІІА)
- 2024 — 4 місце (Дивізіон ІІА)
- 2025 — 3 місце (Дивізіон ІІА)